# 拉戈代希市鎮

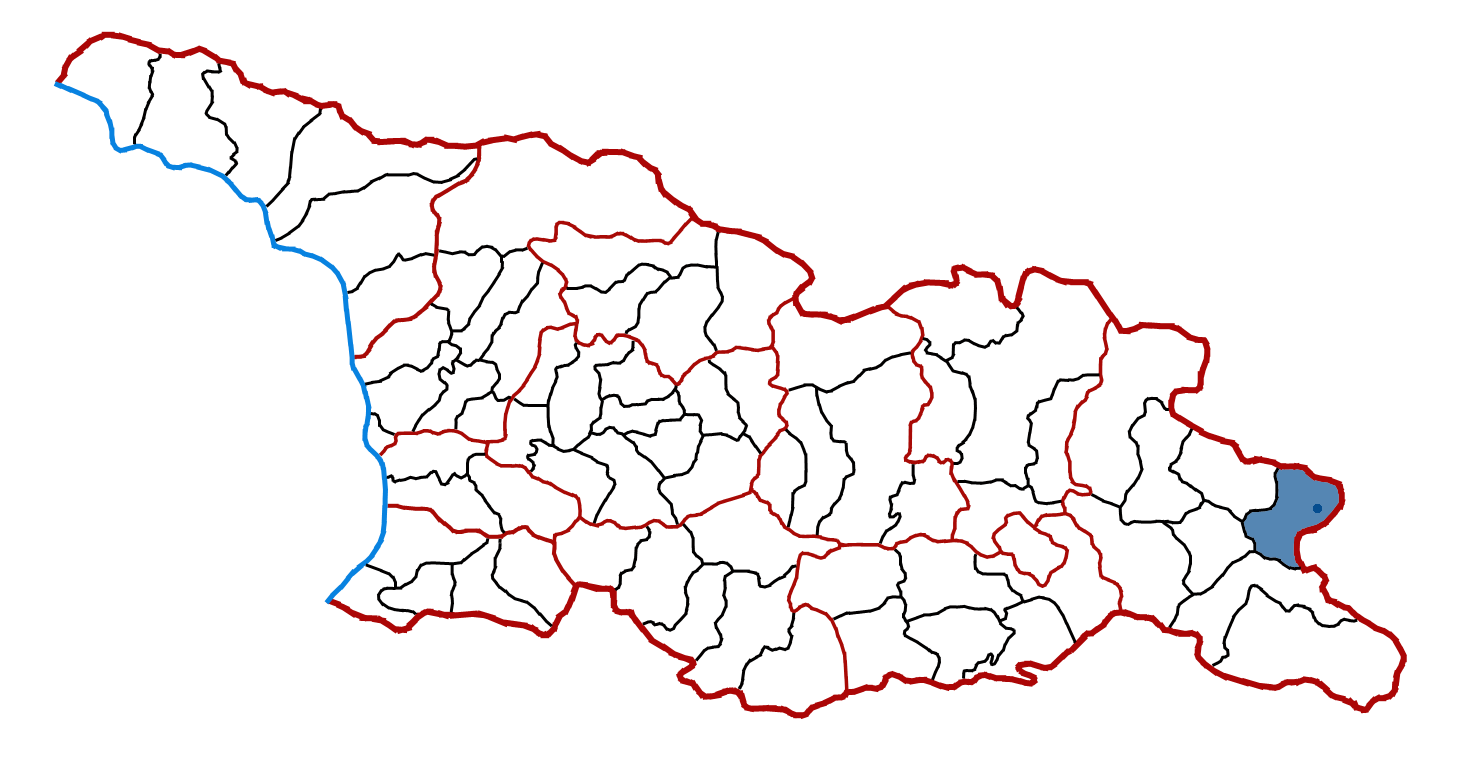

41°49′N 46°17′E / 41.817°N 46.283°E
拉戈代希市鎮，是格魯吉亞東部卡赫蒂大区的市镇，行政中心为拉戈代希。市镇面積为890平方公里，2014年人口数量为41,678人，人口密度每平方公里57人。